# دیرین‌باشان
دیرین‌باشان (Vetulicolia) شاخه‌ای منقرض‌شده از جانوران است که شامل چندین ارگانیزم از دوره کامبرین می‌شود. بدن دیرین‌باشان از دو بخش تشکیل شده‌است؛ بخش جلویی حجیم است و بر بالای آن «دهانی» بزرگ و ردیفی از پنج عارضه بیضی شکل در هر سوی بدن وجود دارد. این عارضه‌ها را آب‌شش پنداشته‌اند. بخش پشتی بدن دیرین‌باشان از هفت قطعه تشکیل شده‌است. دیرین‌باشان هیچ‌گونه اندام آویزه‌ای ندارند. محل اتصال بخش‌های جلویی و پشتی بدن آن‌ها تنگ‌تر و هم‌فشرده‌است.
پیش از سال ۲۰۰۱، دیرین‌باشان را در ردیف بندپایان بی‌دست و پا دسته‌بندی می‌کردند اما امروزه آن‌ها را در زمره دهان‌دومیان Deuterostomia آغازین می‌دانند.
نام لاتین این شاخه از دو واژه vetuli (دیرین) و cola (باشنده، اهل) تشکیل شده‌است.